# Eurya celebica
Eurya celebica là một loài thực vật có hoa trong họ Pentaphylacaceae. Loài này được Reinw. ex de Vriese mô tả khoa học đầu tiên năm 1856.